# Ditrichum apophysatum
Ditrichum apophysatum là một loài rêu trong họ Ditrichaceae. Loài này được Hampe ex Gangulee mô tả khoa học đầu tiên năm 1959.